# Lee Plaza
El Lee Plaza (también conocido como Lee Plaza Hotel o Lee Plaza Apartments) es un edificio de apartamentos de 15 pisos de altura ubicado en 2240 West Grand Boulevard, aproximadamente a una milla al oeste de New Center a lo largo de West Grand Boulevard, un área de Detroit, la ciudad más poblada de Míchigan (Estados Unidos). Es un sitio histórico registrado por el estado de Míchigan y fue agregado al Registro Nacional de Lugares Históricos de los Estados Unidos el 5 de noviembre de 1981. Fue diseñado por Charles Noble en estilo art déco de los años veinte. Fue construido entre 1927 y 1929, tiene 15 pisos y su azotea se encuentra a una altura de 54 metros.

## Historia
El Lee Plaza Hotel fue construido en 1928 para Ralph T. Lee, un promotor inmobiliario de Detroit. El edificio fue diseñado por el arquitecto residencial Charles Noble, que también es el autor de la torre The Kean (1931). Fue construido para ser un apartamento de lujo con servicios de hotel. Decorada con esculturas y azulejos en el exterior, la estructura rivalizaba con los hoteles Book-Cadillac y Statler durante la década de 1920. 
El edificio se abrió en 1929, pero Lee lo vendió rápidamente a la Detroit Investment Co. Al igual que muchas empresas, la Detroit Investment Co. tuvo problemas financieros al comienzo de la Gran Depresión, y el Lee Plaza pasó por una serie de propietarios, algunos relacionados nuevamente con Ralph T. Lee. En 1935, sin embargo, tanto Ralph Lee como el Lee Plaza estaba en bancarrota.
La propiedad del edificio quedó inmovilizada en los tribunales hasta 1943. En ese momento la vida en apartamentos de lujo había caído en desgracia, los residentes partieron y el hotel comenzó a alquilar habitaciones para huéspedes transitorios. En 1968 la ciudad de Detroit lo convirtió en un complejo para personas mayores. Pero en la década de 1980 comenzó a perder residentes y cerró en 1997.
Desde entonces ha sido despojado de muchos de sus elementos arquitectónicos.

### Proyectos de rehabilitación
La ciudad ha buscado un promotor inmobiliario, y en 2015, el urbanizador Craig Sasser anunció una remodelación de 200 millones de dólares. Sin embargo, este no pudo comprar la propiedad y en diciembre de 2017 la ciudad emitió una solicitud de oferta. Recibió tres propuestas para reconstruir la torre en marzo de 2018, pero decidió en julio que ninguna de ellas era una viable.
En febrero de 2019, la ciudad de Detroit anunció planes para vender el Lee Plaza a una empresa conjunta del Grupo Roxbury y Ethos Development Partners por 350.000 dólares, que reconstruirá el edificio en 180 unidades residenciales y minoristas. Se espera que la construcción comience en 2021, con un costo de al menos 50 millones de dólares.

## Descripción
El Lee Plaza tiene un plano en forma de "I", estructura de acero y hormigón armado, revestido con ladrillos acristalados de color naranja, con un techo abruptamente inclinado originalmente cubierto de tejas rojas (luego reemplazado por cobre, que desde entonces se retiró). El primer piso del edificio es una base revestida de terracota con ventanas palladianas, desde las cuales se alzan prominentes pilares de ladrillo hasta el techo, formando fuertes líneas verticales. Los detalles decorativos se insertan en forma de cursos de cinturón de terracota, placas de spandrel, frisos acanalados y marcos de ventanas.
El interior alberga 220 apartamentos, que tienen de una a cuatro habitaciones. El primer piso tiene un vestíbulo principal con techo artesonado, salones este y oeste, dos comedores con paneles de madera y un salón de baile. El pasillo principal se denominó "Peacock Alley" y es un espacio cubierto por unas bóveda de cañón con techo artesonado con una rica combinación de azules, dorados y verdes. El sótano contenía originalmente un salón de belleza, una sala de juegos, una sala de juegos para niños, un mercado de carne y una tienda de comestibles.